# Battaglia di Benevento (275 a.C.)
La battaglia di Benevento ebbe luogo nel 275 a.C. presso la città allora chiamata Malevento, e fu l'episodio conclusivo delle guerre pirriche combattute da Pirro, re dell'Epiro, contro i Romani.

## Antefatto
All'inizio del III secolo a.C., terminate vittoriosamente le guerre sannitiche, la politica espansionistica romana premeva sulle città della Magna Grecia ed in particolare Taranto, per la sua importante posizione strategica. Ben consapevoli che difficilmente avrebbero potuto contrastare a lungo la potenza di Roma, i Tarantini, a nome anche delle altre colonie della Magna Grecia, invocarono l'intervento di Pirro in loro favore. Quest'ultimo, già desideroso di vittorie, vide la possibilità di ampliare il proprio regno in Italia, nonché quella di conquistare la Sicilia per espandersi poi in Africa, ed accettò di buon grado. Il suo esercito passò nella penisola nel 280 a.C., e nello stesso anno inferse una prima sconfitta all'esercito romano, nella battaglia di Heraclea, in cui la carta vincente fu costituita dalla presenza degli elefanti da guerra indiani, sconosciuti ai Romani.
Acquisiti rinforzi da altre popolazioni greco-italiche che si unirono alla coalizione, Pirro ottenne un'altra vittoria nella battaglia di Ascoli di Puglia nell'anno seguente, ma le perdite furono talmente ingenti che dovette riparare in Sicilia per ricostituire gli effettivi.
Accantonata momentaneamente la campagna antiromana, si dedicò alla conquista dell'isola, da cui doveva però scacciare i Cartaginesi. Dopo una serie di eventi favorevoli fu costretto ad abbandonare anche la Sicilia e nel 275 a.C. tornò in Italia, dove si pose nuovamente alla testa di un'alleanza antiromana, che comprendeva anche i Sanniti. Ma l'esercito di Roma, che nel frattempo aveva riconquistato tutte le posizioni nell'Italia meridionale e minacciava nuovamente Taranto, lo aspettava proprio nel Sannio, a Maleventum. I Romani avevano infatti compreso che Pirro, anziché affrontarli direttamente, avrebbe tentato di costringerli a togliere l'assedio a Taranto marciando direttamente su Roma.

## La battaglia
L'esercito romano era comandato dal console Manio Curio Dentato, che si era accampato su un'altura e contava su una forza di circa 17 000 uomini. Pirro disponeva invece di quasi 20 000 soldati, oltre ad alcuni elefanti da guerra. Nello schieramento del suo esercito erano presenti reparti di cavalleria macedone, greca e sannitica, mentre la fanteria era organizzata secondo il modello della falange macedone e comprendeva anche opliti greci, oltre a frombolieri, lanciatori di giavellotto e arcieri.
Pirro aveva diviso i suoi uomini in due armate: una era restata a fronteggiare un console in Lucania, con l'altra si era diretto nel Sannio, dove gli si erano aggregati pochi rinforzi. Poteva così disporre di forse 20 000 fanti, 3 000 cavalieri e una ventina di elefanti. Nel dettaglio: 3 000 fanti e 300 cavalieri tarantini; 3 000 fanti e 300 cavalieri apuli; 3 000 fanti e 300 cavalieri sanniti (esclusivamente irpini e caudini); i rimanenti erano veterani portati dall'Ellade nel 280 a.C.. Probabilmente fu in questa occasione che Pirro adottò lo schieramento alternato di speirai greche e coorti italiche citato da Polibio, per evitare lo sfondamento delle proprie linee avvenuto ad Ascoli di Puglia proprio là dove erano concentrati i suoi alleati italici.
I Romani avevano ormai imparato a conoscere gli elefanti da guerra, che nello scontro di Heraclea erano stati una delle principali cause della sconfitta, ed ebbero la meglio sulle truppe epirote e tarantine, grazie anche alla tattica attuata dagli arcieri, i quali, scagliando frecce infuocate, riuscirono a far imbizzarrire i pachidermi che crearono lo scompiglio tra le truppe di Pirro. Continui attacchi indebolirono e sfiancarono la cavalleria, mentre la fanteria riuscì a sopraffare la falange con fitti lanci ravvicinati di giavellotti, che aprivano dei varchi entro i quali i legionari, con il corto gladio, riuscivano a colpire il nemico armato di lance, assolutamente inutili nel corpo a corpo. Così aggredita, la falange venne definitivamente annientata dagli attacchi laterali della seconda e terza linea delle legioni.
La tradizione romana parla di 23 000 nemici uccisi e di 1 300 prigionieri, ma tace sulle proprie perdite. Furono abbattuti anche 2 elefanti da guerra, mentre altri 8 furono catturati. 4 furono portati vivi a Roma, dove suscitarono grande curiosità tra il popolo che non ne aveva mai visti.

## La sconfitta strategica di Pirro

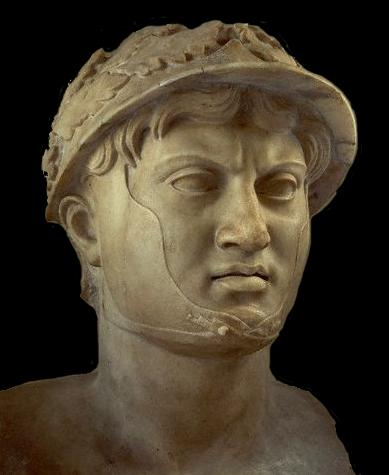
Statua di Pirro (Museo Nazionale di Napoli)

Tatticamente la battaglia di Benevento può essere considerata uno stallo, ma strategicamente è stata una vittoria dei Romani: Pirro aveva infatti lasciato sul campo tutta la fanteria leggera, quasi tutta la cavalleria e oltre metà degli elefanti; in pratica la sua intera forza di manovra.
Una spiegazione dell'esito negativo dello scontro per Pirro, che in precedenza aveva battuto le legioni romane nella battaglia di Heraclea e ad Ascoli di Puglia, può ricercarsi nel fatto che il re dell'Epiro a Beneventum non aveva più a piena disposizione, come all'inizio della campagna in Italia, le sue forze migliori, in particolare gli esperti falangiti, che avevano subito perdite pesanti non solo nelle campagne del 280 a.C. e 279 a.C. nella penisola, ma anche durante l'attraversamento dello stretto di Messina nel ritorno dalla campagna in Sicilia. 
Pirro fu costretto a tornare in Epiro, dove, dopo aver sconfitto Antigono II Gonata ed essersi di nuovo seduto sul trono di Macedonia, morirà poco dopo mentre tentava di conquistare il Peloponneso. Taranto rimase sotto assedio altri tre anni, capitolando nel 272 a.C.: Roma aveva completato la sottomissione della Magna Grecia e la conquista di tutta l'Italia meridionale.

## DaMaleventoa Benevento
In seguito alla vittoria romana la città di Maleventum venne ribattezzata Beneventum (da cui l'odierna Benevento), nome più adeguato alla felice circostanza.